# Heineken Cup 2006-2007
Heineken Cup 2006-07 (in inglese 2006-07 Heineken Cup; in francese H Cup 2006-07) fu la 12ª edizione della massima competizione europea per club di rugby a 15.
Si tenne dal 20 ottobre 2006 al 21 maggio 2007 tra 24 squadre provenienti da Francia, Inghilterra, Galles, Irlanda, Italia e Scozia nel consolidato formato di sei gironi da quattro squadre ciascuno con passaggio ai quarti della vincitrice di ogni girone più le due migliori seconde.
Tra le novità statistiche di tale edizione della Coppa va rilevata la prima, storica, qualificazione del Parma, vincitore dello spareggio italo-celtico contro il Newport G.D., grazie al quale per la prima volta l'Italia ebbe tre club nella competizione.
Per la prima volta, inoltre, un match internazionale ufficiale di club si tenne in Svizzera, allo Stade de Genève, normalmente usato per il calcio, tra i francesi del Bourgoin-Jallieu e gli irlandesi del Munster.
Per quanto riguarda invece i record di squadra, Llanelli Scarlets e Biarritz vinsero i rispettivi gironi con sei vittorie su sei incontri, record raggiunto solo da altre tre squadre in quattro occasioni precedenti (London Wasps 1997-98, Bath 2000-01, Leinster 2002-03 e 2004-05, quest'ultima performance dopo l'introduzione del meccanismo dei bonus ).
Nell'ultima giornata della prima fase gli Scarlets realizzarono 27 punti, record nell'era-bonus; più tardi nello stesso giorno il Biarritz stabilì il nuovo primato con 29 (su 30 punti realizzabili al massimo), mancando proprio all'ultimo incontro, pur vinto, la possibilità di realizzare un punto di bonus in ciascuna delle sei gare del girone.
La finale si tenne allo stadio londinese di Twickenham davanti a un'affluenza-record, per incontri di club, di 81076 spettatori; essa vide prevalere, davanti al pubblico di casa, il London Wasps per 25-9 sulla connazionale Leicester.
Si trattò, nell'occasione, della terza finale tra club della stessa federazione, la prima tra due inglesi.
Il valore delle marcature, come stabilito dall’IRFB nel 1992, era: 5 punti per ciascuna meta (7 se trasformata), 3 punti per la realizzazione di ciascun calcio piazzato, idem per il drop.

## Formula
Le squadre furono ripartite in sei gironi da quattro squadre ciascuno.
Ai quarti di finale accedettero la prima classificata di ciascuno dei sei gironi più le due seconde migliori classificate per punteggio e differenza punti marcati.
Il punteggio ai fini della classifica fu quello a bonus dell'Emisfero Sud, che per ogni partita prevede:
- 4 punti per la vittoria
- 2 punti ciascuno per il pareggio
- 0 punti per la sconfitta
- 1 punto aggiuntivo per la o le squadre che realizzino almeno 4 mete
- 1 eventuale punto per la squadra sconfitta con sette o meno punti di scarto.

Le squadre prime classificate, in ordine decrescente di punteggio in classifica e, a parità di esso, di differenza punti marcati/subiti, occuparono i posti del seeding da 1 a 6; le seconde classificate, ordinate secondo lo stesso criterio, i posti 7 e 8.
I quarti di finale videro le squadre con il ranking da 1 a 4 affrontare in gara unica sul proprio campo quelle con seeding rispettivamente da 8 a 5 secondo il seguente ordine:
1. seeding 1 – seeding 8
2. seeding 2 – seeding 7
3. seeding 3 – seeding 6
4. seeding 4 – seeding 5

Le due semifinali furono determinate per sorteggio in gara unica, in sede da stabilire a cura di ERC.
La finale si tenne in gara unica allo stadio di Twickenham a Londra.

## Spareggio italo - celtico
Grazie alla vittoria del Parma sul Newport Gwent Dragons, l'Italia ebbe, per la prima e – stanti le regole della competizione in vigore dal 2010 che assegnano all'Italia un massimo di due slot – unica volta nella storia della Heineken Cup, tre squadre in gara.
| Arbitro: | Dave Pearson |

|                         |      |               |
| A. Black (2) G. Chapman | mt   | Pascu Emerick |
|                         | tr   | Mazzariol     |
|                         | c.p. | Mazzariol (3) |
|                         | drop | Galon         |

## Squadre partecipanti
| Girone A                   | Girone B                   | Girone C                  |
| -------------------------- | -------------------------- | ------------------------- |
| Benetton (Italia)          | Agen (Francia)             | Calvisano (Italia)        |
| Castres (Francia)          | Edimburgo (Scozia)         | Ospreys (Galles)          |
| London Wasps (Inghilterra) | Gloucester (Inghilterra)   | Sale Sharks (Inghilterra) |
| Perpignano (Francia)       | Leinster (Irlanda)         | Stade français (Francia)  |
| Girone D                   | Girone E                   | Girone F                  |
| Bourgoin-Jallieu (Francia) | London Irish (Inghilterra) | Biarritz (Francia)        |
| Cardiff Blues (Galles)     | Llanelli Scarlets (Galles) | Borders (Scozia)          |
| Leicester (Inghilterra)    | Tolosa (Francia)           | Northampton (Inghilterra) |
| Munster (Irlanda)          | Ulster (Irlanda)           | Parma (Italia)            |

## Fase a gironi

### Girone A
|            | Incontri              |       |
| ---------- | --------------------- | ----- |
| 21-10-2006 | Benetton – Perpignano | 10-25 |
| 22-10-2006 | Wasps – Castres       | 19-13 |
| 27-10-2006 | Castres – Benetton    | 41-22 |
| 28-10-2006 | Perpignano – Wasps    | 19-12 |
| 9-12-2006  | Castres – Perpignano  | 36-28 |
| 10-12-2006 | Wasps – Benetton      | 55-0  |
| 15-12-2006 | Perpignano – Castres  | 15-3  |
| 16-12-2006 | Benetton – Wasps      | 5-71  |
| 13-1-2007  | Benetton – Castres    | 21-40 |
| 13-1-2007  | Wasps – Perpignano    | 22-14 |
| 20-1-2007  | Castres – Wasps       | 13-16 |
| 20-1-2007  | Perpignano – Benetton | 45-25 |

#### Classifica
| Pos | Squadra      | G | V | N | P | PF  | PS  | P±   | BP | PT |
| --- | ------------ | - | - | - | - | --- | --- | ---- | -- | -- |
| A1  | London Wasps | 6 | 5 | 0 | 1 | 195 | 64  | 131  | 3  | 23 |
| A2  | Perpignano   | 6 | 4 | 0 | 2 | 161 | 108 | 53   | 2  | 18 |
| A3  | Castres      | 6 | 3 | 0 | 3 | 146 | 136 | 10   | 4  | 16 |
| A4  | Benetton     | 6 | 0 | 0 | 6 | 90  | 277 | −187 | 0  | 0  |

### Girone B
|            | Incontri               |       |
| ---------- | ---------------------- | ----- |
| 20-10-2006 | Agen – Edimburgo       | 19-17 |
| 21-10-2006 | Leinster – Gloucester  | 37-20 |
| 28-10-2006 | Gloucester – Agen      | 26-32 |
| 29-10-2006 | Edimburgo – Leinster   | 25-24 |
| 9-12-2006  | Gloucester – Edimburgo | 38-23 |
| 9-12-2006  | Leinster – Agen        | 26-10 |
| 16-12-2006 | Agen – Leinster        | 13-25 |
| 17-12-2006 | Edimburgo – Gloucester | 14-31 |
| 12-1-2007  | Agen – Gloucester      | 20-18 |
| 13-1-2007  | Leinster – Edimburgo   | 49-10 |
| 19-1-2007  | Edimburgo – Agen       | 7-19  |
| 19-1-2007  | Gloucester – Leinster  | 19-13 |

#### Classifica
| Pos | Squadra    | G | V | N | P | PF  | PS  | P±  | BP | PT |
| --- | ---------- | - | - | - | - | --- | --- | --- | -- | -- |
| B1  | Leinster   | 6 | 4 | 0 | 2 | 174 | 97  | 77  | 5  | 21 |
| B2  | Agen       | 6 | 4 | 0 | 2 | 119 | 119 | 0   | 1  | 17 |
| B3  | Gloucester | 6 | 3 | 0 | 3 | 152 | 144 | 8   | 3  | 15 |
| B4  | Edimburgo  | 6 | 1 | 0 | 5 | 95  | 180 | −85 | 1  | 5  |

### Girone C
|            | Incontri                     |       |
| ---------- | ---------------------------- | ----- |
| 20-10-2006 | Ospreys – Sale Sharks        | 17-16 |
| 21-10-2006 | Calvisano – Stade français   | 10-45 |
| 27-10-2006 | Sale Sharks – Calvisano      | 67-11 |
| 28-10-2006 | Stade français – Ospreys     | 27-14 |
| 9-12-2006  | Calvisano – Ospreys          | 27-50 |
| 10-12-2006 | Stade français – Sale Sharks | 27-16 |
| 15-12-2006 | Ospreys – Calvisano          | 26-9  |
| 17-12-2006 | Sale Sharks – Stade français | 12-6  |
| 13-1-2007  | Calvisano – Sale Sharks      | 11-29 |
| 14-1-2007  | Ospreys – Stade français     | 22-22 |
| 20-1-2007  | Sharks – Ospreys             | 7-18  |
| 20-1-2007  | Stade français – Calvisano   | 47-6  |

#### Classifica
| Pos | Squadra        | G | V | N | P | PF  | PS  | P±   | BP | PT |
| --- | -------------- | - | - | - | - | --- | --- | ---- | -- | -- |
| C1  | Stade français | 6 | 4 | 1 | 1 | 174 | 80  | 94   | 4  | 22 |
| C2  | Ospreys        | 6 | 4 | 1 | 1 | 147 | 108 | 39   | 2  | 20 |
| C3  | Sale Sharks    | 6 | 3 | 0 | 3 | 147 | 90  | 57   | 3  | 15 |
| C4  | Calvisano      | 6 | 0 | 0 | 6 | 74  | 264 | −190 | 0  | 0  |

### Girone D
|            | Incontri                     |       |
| ---------- | ---------------------------- | ----- |
| 21-10-2006 | Bourgoin-Jallieu – Cardiff   | 5-13  |
| 22-10-2006 | Leicester – Munster          | 19-21 |
| 28-10-2006 | Munster – Bourgoin-Jallieu   | 41-23 |
| 29-10-2006 | Cardiff – Leicester          | 17-21 |
| 8-12-2006  | Bourgoin-Jallieu – Leicester | 13-28 |
| 10-12-2006 | Cardiff – Munster            | 12-22 |
| 16-12-2006 | Leicester – Bourgoin-Jallieu | 57-3  |
| 17-12-2006 | Munster – Cardiff            | 32-18 |
| 13-1-2007  | Leicester – Cardiff          | 34-0  |
| 14-1-2007  | Bourgoin-Jallieu – Munster   | 27-30 |
| 20-1-2007  | Cardiff – Bourgoin-Jallieu   | 27-24 |
| 20-1-2007  | Munster – Leicester          | 6-13  |

#### Classifica
| Pos | Squadra          | G | V | N | P | PF  | PS  | P±   | BP | PT |
| --- | ---------------- | - | - | - | - | --- | --- | ---- | -- | -- |
| D1  | Leicester        | 6 | 5 | 0 | 1 | 172 | 60  | 112  | 3  | 23 |
| D2  | Munster          | 6 | 5 | 0 | 1 | 152 | 112 | 40   | 3  | 23 |
| D3  | Cardiff Blues    | 6 | 2 | 0 | 4 | 87  | 138 | −51  | 1  | 9  |
| D4  | Bourgoin-Jallieu | 6 | 0 | 0 | 6 | 95  | 196 | −101 | 4  | 4  |

### Girone E
|            | Incontri                |       |
| ---------- | ----------------------- | ----- |
| 20-10-2006 | London Irish – Scarlets | 25-32 |
| 21-10-2006 | Ulster – Tolosa         | 30-3  |
| 27-10-2006 | Scarlets – Ulster       | 21-15 |
| 29-10-2006 | Tolosa – London Irish   | 37-17 |
| 9-12-2006  | Scarlets – Tolosa       | 20-19 |
| 9-12-2006  | London Irish – Ulster   | 29-13 |
| 15-12-2006 | Ulster – London Irish   | 29-13 |
| 16-12-2006 | Tolosa – Scarlets       | 34-41 |
| 13-1-2007  | London Irish – Tolosa   | 24-26 |
| 13-1-2007  | Ulster – Scarlets       | 11-35 |
| 21-1-2007  | Scarlets – London Irish | 20-16 |
| 21-1-2007  | Tolosa – Ulster         | 28-13 |

#### Classifica
| Pos | Squadra           | G | V | N | P | PF  | PS  | P±  | BP | PT |
| --- | ----------------- | - | - | - | - | --- | --- | --- | -- | -- |
| E1  | Llanelli Scarlets | 6 | 6 | 0 | 0 | 169 | 120 | 49  | 3  | 27 |
| E2  | Tolosa            | 6 | 3 | 0 | 3 | 147 | 145 | 2   | 5  | 17 |
| E3  | Ulster            | 6 | 2 | 0 | 4 | 111 | 129 | −18 | 2  | 10 |
| E4  | London Irish      | 6 | 1 | 0 | 5 | 124 | 157 | −33 | 5  | 9  |

### Girone F
|            | Incontri               |       |
| ---------- | ---------------------- | ----- |
| 20-10-2006 | Borders – Parma        | 35-3  |
| 22-10-2006 | Biarritz – Northampton | 22-10 |
| 28-10-2006 | Parma – Biarritz       | 7-50  |
| 28-10-2006 | Northampton – Borders  | 37-13 |
| 9-12-2006  | Borders – Biarritz     | 0-25  |
| 9-12-2006  | Parma – Northampton    | 21-68 |
| 16-12-2006 | Northampton – Parma    | 36-0  |
| 17-12-2006 | Biarritz – Borders     | 27-17 |
| 12-1-2007  | Biarritz – Parma       | 45-3  |
| 14-1-2007  | Borders – Northampton  | 19-29 |
| 21-1-2007  | Northampton – Biarritz | 8-17  |
| 21-1-2007  | Parma – Borders        | 45-37 |

#### Classifica
| Pos | Squadra     | G | V | N | P | PF  | PS  | P±   | BP | PT |
| --- | ----------- | - | - | - | - | --- | --- | ---- | -- | -- |
| F1  | Biarritz    | 6 | 6 | 0 | 0 | 186 | 45  | 141  | 5  | 29 |
| F2  | Northampton | 6 | 4 | 0 | 2 | 188 | 92  | 96   | 4  | 20 |
| F3  | Borders     | 6 | 1 | 0 | 5 | 121 | 166 | −45  | 2  | 6  |
| F4  | Parma       | 6 | 1 | 0 | 5 | 79  | 271 | −192 | 1  | 5  |

## Seedingdopo la fase a gironi
| Pos | Squadra        | G | V | N | P | PF  | PS  | DP   | BMP | Pt |
| --- | -------------- | - | - | - | - | --- | --- | ---- | --- | -- |
| 1   | Biarritz       | 6 | 6 | 0 | 0 | 186 | 45  | +141 | 5   | 29 |
| 2   | Scarlets       | 6 | 6 | 0 | 0 | 169 | 120 | +49  | 3   | 27 |
| 3   | London Wasps   | 6 | 5 | 0 | 1 | 195 | 64  | +131 | 3   | 23 |
| 4   | Leicester      | 6 | 5 | 0 | 1 | 172 | 60  | +112 | 3   | 23 |
| 5   | Stade français | 6 | 4 | 1 | 1 | 174 | 80  | +94  | 4   | 22 |
| 6   | Leinster       | 6 | 4 | 0 | 2 | 174 | 97  | +77  | 5   | 21 |
| 7   | Munster        | 6 | 5 | 0 | 1 | 152 | 112 | +40  | 3   | 23 |
| 8   | Northampton    | 6 | 4 | 0 | 2 | 188 | 92  | +96  | 4   | 20 |
| 9   | Ospreys        | 6 | 4 | 1 | 1 | 147 | 108 | +39  | 2   | 20 |
| 10  | Perpignano     | 6 | 4 | 0 | 2 | 161 | 108 | +53  | 2   | 18 |
| 11  | Tolosa         | 6 | 3 | 0 | 3 | 147 | 145 | +2   | 5   | 17 |
| 12  | Agen           | 6 | 4 | 0 | 2 | 119 | 119 | 0    | 1   | 17 |

## Play-off
|  | Quarti di finale | Quarti di finale | Quarti di finale |              |              | Semifinale   | Semifinale | Semifinale |  |  | Finale | Finale | Finale |  |
|  |                  |                  |                  |              |              |              |            |            |  |  |        |        |        |  |
|  | 1                | Biarritz         | 6                |              |              |              |            |            |  |  |        |        |        |  |
|  | 1                | Biarritz         | 6                |              |              |              |            |            |  |  |        |        |        |  |
|  | 8                | Northampton      | 7                |              |              |              |            |            |  |  |        |        |        |  |
|  | 8                | Northampton      | 7                |              | Northampton  | Northampton  | 13         |            |  |  |        |        |        |  |
|  |                  |                  |                  |              | Northampton  | Northampton  | 13         |            |  |  |        |        |        |  |
|  |                  |                  | London Wasps     | London Wasps | 30           |              |            |            |  |  |        |        |        |  |
|  | 3                | London Wasps     | London Wasps     | London Wasps | 30           | 35           |            |            |  |  |        |        |        |  |
|  | 3                | London Wasps     |                  |              |              |              |            |            |  |  |        |        |        |  |
|  | 6                | Leinster         | 13               |              |              |              |            |            |  |  |        |        |        |  |
|  | 6                | Leinster         | 13               |              | London Wasps | London Wasps | 25         |            |  |  |        |        |        |  |
|  |                  |                  |                  |              |              |              |            |            |  |  |        |        |        |  |
|  |                  |                  | Leicester        | Leicester    | 9            |              |            |            |  |  |        |        |        |  |
|  | 2                | Scarlets         | Leicester        | Leicester    | 9            | 24           |            |            |  |  |        |        |        |  |
|  | 2                | Scarlets         |                  |              |              |              |            |            |  |  |        |        |        |  |
|  | 7                | Munster          | 15               |              |              |              |            |            |  |  |        |        |        |  |
|  | 7                | Munster          | 15               |              | Scarlets     | Scarlets     | 17         |            |  |  |        |        |        |  |
|  |                  |                  |                  |              | Scarlets     | Scarlets     | 17         |            |  |  |        |        |        |  |
|  |                  |                  | Leicester        | Leicester    | 33           |              |            |            |  |  |        |        |        |  |
|  | 4                | Leicester        | Leicester        | Leicester    | 33           | 21           |            |            |  |  |        |        |        |  |
|  | 4                | Leicester        |                  |              |              |              |            |            |  |  |        |        |        |  |
|  | 5                | Stade français   | 20               |              |              |              |            |            |  |  |        |        |        |  |

### Quarti di finale
| Arbitro: | Chris White |

|                                           |      |                      |
| D. James 5’ G. Thomas 40+4’ B. Davies 73’ | mt   | 69’ Dowling 79’ Ryan |
| S. Jones 5’, 40+4’, 73’                   | tr   | 79’ O’Gara           |
| B. Davies 40’                             | c.p. | 62’ O’Gara           |

| Arbitro: | Nigel Owens |

|                                          |      |                         |
| Reddan 33’, 64’ Haskell 41’ Cipriani 50’ | mt   | 19’ Whitaker            |
| King 33’, 42’, 66’                       | tr   | 19’ F. Contepomi        |
| King 2’, 11’, 62’                        | c.p. | 40+1’, 60’ F. Contepomi |

| Arbitro: | Alain Rolland |

|                      |      |             |
|                      | mt   | 66’ Kydd    |
|                      | tr   | 66’ Spencer |
| D. Yachvili 39’, 60’ | c.p. |             |

| Arbitro: | Alan Lewis |

|                        |      |                             |
| Rabeni 3’ Varndell 31’ | mt   | 19’ Hernández               |
| Goode 31’              | tr   |                             |
| Goode 23’, 26’, 54’    | c.p. | 6’, 37’, 46’, 63’ D. Skrela |
|                        | drop | 69’ D. Skrela               |

### Semifinali
| Arbitro: | Alain Rolland |

|                                   |      |                       |
| Goode 34’ Jennings 52’ Deacon 75’ | mt   | 37’ M. Jones 50’ Rees |
| Goode 34’, 52’, 75’               | tr   | 37’, 50’ S. Jones     |
| Goode 2’, 5’, 22’, 63’            | c.p. | 10’ S. Jones          |

| Arbitro: | Alan Lewis |

|                  |      |                                        |
| Reihana 3’       | mt   | 33’, 69’ Sackey 59’ Haskell 76’ Lewsey |
| Reihana 3’       | tr   | 69’, 76’ v. Gisbergen                  |
| Reihana 11’, 16’ | c.p. | 28’, 49’ v. Gisbergen                  |

### Finale
| Arbitro: | Alan Lewis |

|                    |      |                        |
|                    | mt   | 14’ Reddan 34’ Ibañez  |
| Goode 7’, 17’, 39’ | c.p. | 5’, 42’, 49’, 73’ King |
|                    | drop | 54’ King               |